# 亞歷克西斯艾爾克河第233號原住民保留地
亞歷克西斯艾爾克河233 （英文：Alexis Elk River 233），正式全名為亞歷克西斯艾爾克河第233號加拿大原住民保留地，為一個位於加拿大亞伯達省耶洛黑德縣，亞歷克西斯納珂他西歐克斯族（英文：Alexis Nakota Sioux Nation）的原住民保留區，屬於第六號編序條約地。位於欣頓東南方約87公里。

## 資料來源
1. 1 2  . Indigenous and Northern Affairs Canada. Government of Canada.   [August 12, 2019].[]
2. ↑  Government of Alberta.  (地图). AltaLIS. May 25, 2019  [2021-12-25]. （原始内容存档于2021-12-25）.

52°55′27″N 116°33′01″W / 52.9241°N 116.5504°W